# إد كوب
إد كوب (بالإنجليزية: Ed Cobb)‏ هو مغني ومنتج أسطوانات وكاتب أغاني أمريكي، ولد في 25 فبراير 1938 في هونولولو في الولايات المتحدة، وتوفي في 19 سبتمبر 1999 بسبب ابيضاض الدم.

## وصلات خارجية
- إد كوب على موقع IMDb (الإنجليزية)
- إد كوب على موقع ميوزك برينز (الإنجليزية)
- إد كوب على موقع أول ميوزيك (الإنجليزية)
- إد كوب على موقع ديسكوغز (الإنجليزية)
- إد كوب على موقع قاعدة بيانات الفيلم (الإنجليزية)